# بی‌ان‌پی پاریبا
بی‌ان‌پی پاریبا (به فرانسوی: BNP Paribas) گروه بانکداری فرانسوی است، که هم‌اکنون به‌عنوان هشتمین بانک بزرگ جهان بر پایه میزان دارایی‌ها، شناخته می‌شود. شعبه مرکزی این بانک در شهر پاریس قرار دارد و شعبه دوم آن نیز در لندن مستقر می‌باشد. بانک بی‌ان‌پی پاریبا در سال ۲۰۰۰ از ادغام بانک ملی پاریس (به‌اختصار بی‌ان‌پی) و بانک پاریبا تأسیس شد.

## تاریخچه
بانک بی‌ان‌پی پاریبا از ادغام بانک ملی پاریس (بی‌ان‌پی) و شرکت پاریبا در سال ۲۰۰۰ به‌وجود آمد. در آوریل ۲۰۰۹ این شرکت ۷۵٪ درصد سهام بانک فورتیس را خریداری کرد و نوع بانکداری بلژیکی، باعث شد، که ب‌ان‌پ پاریبا به بزرگ‌ترین بانک در منطقه یورو، از نظر حجم سپرده‌ها، تبدیل شود. گرچه در مجموع این بانک پس از گروه سانتاندر، در رتبه دوم از بزرگترین بانک‌های منطقه یورو جای دارد.
ریشه‌های تأسیس این بانک به سال ۱۸۶۹ بازمی‌گردد، که گروهی از بانکداران و سرمایه‌گذاران فرانسوی، به رهبری آدرین دلاهانته، ادموند هوبرت و هنری کرناشی، اقدام به راه‌اندازی بانک پاریس نمودند. نخستین شعبه این بانک در نزدیکی اوپرا، در شهر پاریس افتتاح شد.
«جاناتان رافائل بیشوفشیم» به همراه برادرش در هلند نیز، اقدام به گشایش بانک ان‌سی‌دی‌بی نمودند، که بیشتر به انجام امور بانکداری اعتباری می‌پرداخت. پس از پایان جنگ جهانی دوم، ایالات فرانسوی‌زبان تصمیم گرفتند، که از بانک‌ها و شرکت‌های اعتباری، برای تجدید بنای ملی استفاده کنند.
رنه پلون؛ وزیر امور اقتصادی فرانسه، بازسازی سازمانی در صنعت بانکداری را با حجم زیاد راه‌اندازی کرد. قانون در دوم دسامبر ۱۹۴۵ با ارائه تعریف مجدد از تنظیم چارچوب کنترل صنعت، تصویب شد و به بانک فرانسه و ۴ شعبه آن نیز ابلاغ گردید. این قانون عملا از اول ژانویه ۱۹۴۶ اجرایی شد.
سهام این شرکت‌ها به ایالات فرانسوی داده شد، که به معنای مالکیت کامل انستیتوهای مالی بود. هیئت مدیره وقت منحل شد و ۱۲ مدیر جدید در هر بانکی جایگزین شدند. بی‌ان‌سی‌آی و سی‌ان‌ای‌پی در سال ۱۹۶۶ ادغام شدند، تا بانک ب‌ان‌پ را شکل دهند. این شرکت در سال ۱۹۹۳ خصوصی شد و در سال ۲۰۰۰ ضمن ادغام با پاریبا، شبکه بانکداری جدیدی تشکیل داد.
ب ان پ پاریبا با اعلام ۳ میلیارد یورو سود خالص برای سال ۲۰۰۸ و ۵٫۸ میلیارد یورو برای سال ۲۰۰۹ و سرانجام ۶٫۵ میلیارد یورد سود خالص، برای ۲۰۱۲ از بحران مالی ۲۰۱۲-۲۰۰۷ جان سالم به در برد، که در طول این سال‌ها، برای زنده نگاه داشتن مجموعه بانکداری خود، از درآمد ثابت؛ دادوستد در شرکت‌ها و سرمایه‌گذاری‌های بانکی استفاده نمود.

## عملیات
این بنگاه در واقع یک بانک عمومی است، که به ۳ زیرمجموعه تقسیم شده‌است:
- بانکداری عمومی: که مشتریان به شیوه سنتی و حضوری، برای دریافت خدمات مراجعه می‌نمایند
- بانکداری شرکتی
- بانکداری سرمایه‌گذاری: سرمایه‌گذاری راه‌حل‌هایی برای سرمایه‌گذاری که شامل مدیریت سرمایه یا خدمات املاک است.

بازارهای محلی این بانک، در کشورهای فرانسه، ایتالیا و بلژیک واقع است، البته بی‌ان‌پی پاریبا شعبی در ایالات متحده آمریکا، هلند، ترکیه، اوکراین و آفریقای شمالی نیز دارد. علاوه بر آن در زمینه بانک‌های سرمایه‌گذاری فعالیت‌هایی را در لندن، نیویورک، هنگ کنگ و سنگاپور انجام می‌دهد.
بانکداری سنتی بخش اعظم تجارت این شرکت را شامل می‌شود و در سال ۲۰۰۹ حدود ۴۵٪ از درآمد این بانک، از این قسمت حاصل می‌شد، که در حدود ۵۹٪ از زمان کارکنان این بانک را نیز به خود اختصاص می‌داد. فعالیت در این بخش شامل شبکه بانکی و تعدادی دیگر از فعالیت‌های تخصصی مالی است.
شبکه بانکی این شرکت به حدود ۱۶ میلیون مشتری در سراسر جهان خدمات مالی ارائه می‌کند. این بانک‌ها دامنه وسیعی از محصولات و خدمات مالی را به افراد و شرکت‌ها ارائه می‌نمایند. خدمات تخصصی مالی شامل ارائه انواع اعتبارات برای مشتری و عرضه وام، مدیریت امور مالی و اجرای کارهای عملیاتی می‌باشد. از آنجا که این سرویس به ۲۵۰ هزار نفر خدمات می‌دهد، در این شرکت یکی از هدایت‌کنندگان بازار اروپا به‌شمار می‌رود. این بخش بانکداری شرکتی و سرمایه‌گذاری خدمات مالی، مشاوره‌ای و بازار سرمایه ارائه می‌دهد و فعالیت‌های بانکداری این شرکت را در ۲ بخش راهبری می‌نماید: انواع ابزار مشتقه مالی و تأمین مالی ساختاری. این بخش ۱۹٫۳۰۰ کارمند دارد و در شعبه‌های این بانک در ۵۳ کشور به فعالیت مشغول است و به ۱۳٫۰۰۰ مشتری خدمات ارائه می‌دهد. این بخش از بانکداری شامل شرکت‌ها، موسسه‌های مالی و صندوق‌های سرمایه‌گذاری می‌باشد.
این مراکز در مدل تجاری بانک، از اهمیت ویژه‌ای برخوردارند. هدف اصلی کارکنان ایجاد روابط طولانی‌مدت با مشتریان است، تا نیازهای آنان را در اجرای استراتژی‌های تجاری و مدیریت ریسک برطرف نمایند. در راستای رسیدن به این هدف بیش از ۹۰۰ مدیر و مشاور روابط عمومی، در این شرکت مشغول به کارند، که عمدتا در ۲ بخش بانکداری اختصاصی و بانکداری شرکتی در مجموعه ب‌ان‌پ پاریبا متمرکز می‌باشند. در بخش راه‌حل‌های سرمایه‌گذاری، نقشه راه و سیستم کاملی از راه‌حل‌ها به مشتری‌های فردی و سازمانی ارائه می‌شود و شامل واحدهای تجاری فعال در جمع‌آوری، مدیریت، رشد، حمایت و اجرای پس‌اندازها و دارایی‌هاست. این راه‌حل‌ها به ۶ حالت کلی تقسیم شده‌اند: بانکداری خصوصی، مدیریت سرمایه، معاملات اینترنتی، خدمات امنیتی، خدمات املاک و بیمه.
گستردگی جغرافیایی، یکی از مزایای رقابتی گروه بی‌ان‌پی است، که ۲۰۲ هزار کارمند، حضور در ۸۳ کشور و ۱۶۰ ملیت مختلف، نشان‌دهنده وسعت این گستردگی است. در تاریخ ۳۰ ژوئن ۲۰۱۰ درآمد خالص این بانک بیش از ۱۱ میلیارد یورو، درآمد ناخالص عملیاتی ۴٫۷ میلیارد یورو و درآمد خالص سهام؛ معادل ۲٫۱ میلیارد یورو بوده‌است.

## حوزه فعالیت‌ها
بانک بی‌ان‌پی پاریبا در حوزه فعالیت‌های بین‌المللی، به ۳ واحد استراتژیک تقسیم می‌شود:
- بانکداری خرد
- بانکداری شرکتی و مبادلات سهام اختصاصی
- مدیریت سرمایه‌گذاری
  - مدیریت دارایی
  - بانکداری حضانتی
  - املاک و مستغلات

## شعبه‌های مرکزی
ب‌ان‌پ پاریبا دارای ۴ شعبه اصلی است، که شامل یک شعبه مرکزی و ۳ شعبه بین‌المللی می‌باشد:
- فرانسه
- ایتالیا
- بلژیک
- لوکزامبورگ

سایر شعبه‌های بین‌المللی این بانک نیز در کشورهای ایالات متحده، لهستان، ترکیه، اوکراین و آفریقای شمالی قرار دارند. بی‌ان‌پی پاریبا همچنین دارای سرمایه‌گذاری عمده و زیربنایی در شهرهای نیویورک، لندن، هنگ کنگ و سنگاپور می‌باشد.

## گلوبال ای‌تی‌ام
بی‌ان‌پی پاریبا عضو شبکه بانکی بین‌المللی بنام گلوبال ای‌تی‌ام آلیانس می‌باشد. این شبکه در عمل مجموعه‌ای از دستگاه‌های خودپرداز است، که از بانک‌های بارکلیز؛ بریتانیا، بنک آو آمریکا؛ ایالات متحده آمریکا، بانک سازندگی چین؛ چین، دویچه بانک؛ آلمان، اسکوشیابانک؛ کانادا، وستپک؛ استرالیا، گروه سانتاندر، اسپانیا و سانتاندر مکزیک؛ مکزیک تشکیل می‌شود.

## سهام‌داران
سهام‌داران اصلی بانک بی‌ان‌پی پاریبا و میزان مالکیت هر یک در جودل زیر آمده است. باقیمانده سهام این بانک نیز در مالکیت خصوصی یا عمومی می‌باشد:
| سهام‌دار     | میزان مشارکت |
| ----------- | ------------ |
| دولت فرانسه | ۱۷٪          |
| دولت بلژیک  | ۱۰٪          |
| آکسا        | ۵٪           |
| جی‌ام‌اچ      | ۱٪           |

## برنارد میداف
در جریان سقوط بازارهای مالی در سال ۲۰۰۸ و در پی آشکار شدن بحران مالی ۲۰۱۲–۲۰۰۷، زمانی که تعدادی از مشتریان یکی از شرکت‌های سرمایه‌گذاری وال استریت؛ بنام شرکت میداف اینوستمنت سکیوریتیز تصمیم گرفتند، اصل سرمایه خود را دریافت کنند، کلاهبرداری برنارد میداف برملا شد و در پی آن، کمیسیون بورس و اوراق بهادار آمریکا میزان این کلاهبرداری را بالغ بر ۵۰ میلیارد دلار اعلام کرد. این بزرگترین کلاهبرداری مالی در تاریخ اقتصاد جهان بود، که توسط تنها یک نفر انجام می‌شد.
میداف در دسامبر ۲۰۰۸ توسط اف‌بی‌آی دستگیر و مورد بازجویی قرار گرفت. از جمله مشتریانش، چند بانک مانند نتیکسیز و سوسیته ژنرال بودند، که به خاطر نداشتن نقدینگی، تا مرز ورشکستگی پیش رفتند. در این میان بانک بی‌ان‌پی پاریبا نیز در حدود ۴۷۵ میلیون دلار، در اجرای ترفند پونزی میداف، از دست داد.

## جریمه
این بانک در ژوئن ۲۰۱۴ به‌علت نقض تحریم‌های ایالات متحده علیه ایران، کوبا و سودان، در مجموع ۸٫۹ میلیارد دلار جریمه شد.